# Georg Jungclas
Georg Jungclas (22. februar 1902 i Halberstadt – 11. september 1975 i Köln) var en tysk trotskistisk politiker, som var flygtning i Danmark fra Hitlers magtovertagelse i 1933. Efter krigen vendte han tilbage til Tyskland.

## Barndom og ungdom
Georg Jungclass var født i Halberstadt, men to år efter hans fødsel flyttede familien til Hamborg. I 1919 blev han medlem af det da nystiftede tyske parti Kommunistische Partei Deutschlands.

## Hitlers magtovertagelse
I 1933 blev han tvunget til at flygte til Danmark og søge asyl. I Danmark spillede han i de følgende år en væsentlig rolle i det meget aktive, men lille, venstrekommunistiske miljø. Han var hovedinitiativtageren til oprettelsen af Revolutionære Socialister i efteråret 1939, der fungerede som Fjerde Internationales danske afdeling. Han arbejdede for at etablere kontakt mellem tyske flygtninge og danske arbejdere og Revolutionære Socialister.
Da Tyskland angreb Sovjetunionen i 1941, blev han en af de mest eftersøgte i Danmark i forbindelse med kommunistloven. Han var dog forberedt og var gået under jorden, inden man nåede at fange ham. Under jorden fortsatte han sit arbejde for Revolutionære Socialister. Hans dæknavn var Sjorsj.
I efteråret 1942 blev der af Revolutionære Socialister etableret en flugtrute til Sverige, og da aktionen for at redde de danske jøder blev iværksat, blev ruten taget i brug. Men på grund af en stikker blev Gestapo opmærksom på gruppen og flugtruten, og i maj 1944 blev flere af gruppens medlemmer anholdt, deriblandt var Jungclas.
Han blev af tyskerne transporteret til Hamborg. Senere blev han indsat i et fængsel i Bayreuth, hvor han blev befriet af amerikanerne i april 1945. Han blev under fangenskabet anklaget for højforræderi men reddet fra dødsstraf, da britiske bombefly bombede Volksgerichtshof, og alle beviserne imod ham gik tabt. 

## Efterkrigstiden
I efterkrigstiden bosatte han sig i Køln, hvor han genoptog sit politiske virke for den trotzkistiske bevægelse Fjerde Internationale.
Han fastholdt de tætte kontakter til sine danske, politiske kammerater efter krigen, hvor han blandt andet hjalp med til at få solidaritetsarbejdet vedrørende Algeriet i gang, og han var med til at starte og udgive bladet "Algier Frit".
Han skrev bøgerne "Die Formen des kapitalistischen Staates", som blev udgivet 1972 samt "1902-1975: Eine politische Dokumentation" udgivet i 1980.